# Tripodisc
Tripodisc (en llatí Tripodiscus, en grec antic Τριποδίσκος) era una ciutat del territori de Mègara, i es diu que era un dels cinc districtes en què inicialment es va dividir el territori de Megaris, segons Plutarc.
Estrabó diu que segons alguns crítics Homer va mencionar la ciutat junt amb Egirusa i Nisea ciutats que formaven part del domini d'Àiax de Salamina però els atenencs van modificar el text per justificar que ja en temps de la guerra de Troia, Salamina els pertanyia.
Hi va néixer Susarió, un poeta que es pensa que va ser l'introductor de la comèdia àtica o Vella comèdia, i que va anar a viure a Icària. Tucídides diu que la ciutat era al peu de la muntanya Gerània i col·locada estratègicament entre Platea i l'istme. Pausànias diu que estava ben situada entre Delfos i Argos. Diu també que el seu nom venia d'un trípode que l'argiu Corebos havia portat de l'oracle de Delfos i que al lloc on aquest trípode caigués, havia de quedar-se a viure i construir un temple a Apol·lo. Algunes restes de la ciutat es conserven al peu de la muntanya a menys de 10 km de Mègara.